# Campeonato Panamericano de Taekwondo de 1984
El III Campeonato Panamericano de Taekwondo se celebró en Paramaribo (Surinam) en 1984 bajo la organización de la Unión Panamericana de Taekwondo.
En total se disputaron diez pruebas diferentes, todas ellas en la categoría masculina.

## Resultados

### Masculino
| Evento | Oro                         | Plata                                     | Bronce                                                               |
| ------ | --------------------------- | ----------------------------------------- | -------------------------------------------------------------------- |
| –48 kg | Long Pham Estados Unidos    | Wartes Maarten Surinam                    | Nelson Arellano · Ecuador · Juan Pérez · República Dominicana        |
| –52 kg | Dae-Sung Lee Estados Unidos | Kippen Steueh · Canadá                    | Reyes Oriris · República Dominicana · M. Camargo · Colombia          |
| –56 kg | Doug Lewis Estados Unidos   | Zaldariaga · Colombia                     | Alejandro González · Argentina · Keith Douglass · Canadá             |
| –60 kg | Han-Won Lee Estados Unidos  | Julio Montas · República Dominicana       | Raward Rhoit · Canadá · Ruppert Harrison · Trinidad y Tobago         |
| –64 kg | Ashley Castaneda · Canadá   | Manuel Iván Tejeda · República Dominicana | Martín Pardo Argentina Thomas Marshall Estados Unidos                |
| –68 kg | Jean Claude Morais · Canadá | Dennis Wip Surinam                        | Ricardo Terán · Ecuador · Miguel Guerrero · República Dominicana     |
| –73 kg | Ivan Fernald Surinam        | Oscar Maldonado · República Dominicana    | Yves Simard · Canadá · Kareem Ali Jabbar · Estados Unidos            |
| –78 kg | Ferrere Clerveaux · Canadá  | Earl Taylor Estados Unidos                | Rudie Wolf · Surinam · P. Carbonell · República Dominicana           |
| –84 kg | Il-Yong Choi Estados Unidos | Jimmy Belfor Surinam                      | Michel Labonté · Canadá · Fernando Jaramillo · Ecuador               |
| +84 kg | Hasan Naim Estados Unidos   | Christopher Galloway Jamaica              | Selwijn Balijn Surinam Robert Fellner Islas Vírgenes Estadounidenses |

## Medallero
| Núm. | País                           | Oro | Plata | Bronce | Total |
| ---- | ------------------------------ | --- | ----- | ------ | ----- |
| 1    | Estados Unidos                 | 6   | 1     | 2      | 9     |
| 2    | Canadá                         | 3   | 1     | 4      | 8     |
| 3    | Surinam                        | 1   | 3     | 2      | 6     |
| 4    | República Dominicana           | 0   | 3     | 4      | 7     |
| 5    | Colombia                       | 0   | 1     | 1      | 2     |
| 6    | Jamaica                        | 0   | 1     | 0      | 1     |
| 7    | Ecuador                        | 0   | 0     | 3      | 3     |
| 8    | Argentina                      | 0   | 0     | 2      | 2     |
| 9    | Islas Vírgenes Estadounidenses | 0   | 0     | 1      | 1     |
| 9    | Trinidad y Tobago              | 0   | 0     | 1      | 1     |
|      | TOTAL                          | 10  | 10    | 20     | 40    |